# László Beleznai
László Beleznai (Boedapest, 16 november 1891 – aldaar, 23 maart 1953) is een voormalig Hongaars waterpolospeler.
László Beleznai nam als waterpoloër deel aan de Olympische Spelen, 1912. Hongarije won in 1912 geen medaille in dit evenement.
Sándor Ádám · 
László Beleznai · 
Tibor Fazekas · 
Jenő Hégner-Tóth · 
Károly Rémi · 
János Wenk · 
Imre Zachár